# Karolina Kaczmarek (językoznawczyni)
Karolina Kaczmarek – polska doktor habilitowana nauk humanistycznych w dziedzinie językoznawstwa.

## Życiorys
Absolwentka filologii węgierskiej na Uniwersytecie im. Adama Mickiewicza w Poznaniu w 2001 r. 22 czerwca 2006 r. obroniła na swojej alma mater doktorat z językoznawstwa pracą pt.: Lingua Legis w aspekcie translatologicznym węgiersko-polskim i polsko-węgierskim. Uzyskała habilitację na AMU 23 marca 2017 r. broniąc pracy w dziedzinie językoznawstwa zatytułowanej Gramatyka tekstu prawnego. Spójność komunikacyjna w polskim i węgierskim kodeksie cywilnym. Profesor Uniwersytetu im. Adama Mickiewicza w Poznaniu. Kierownik Zakładu Filologii Węgierskiej i Fińskiej Wydziału Neofilologii AMU.
Jej zainteresowania naukowe koncentrują się wokół lingwistyki, tłumaczeń węgiersko-polskich z naciskiem na tłumaczenia w tematyce prawnej oraz polsko-węgierskich relacji kulturalnych, historycznych i stosunkach społecznych.